# Schloss Gräfenhainichen

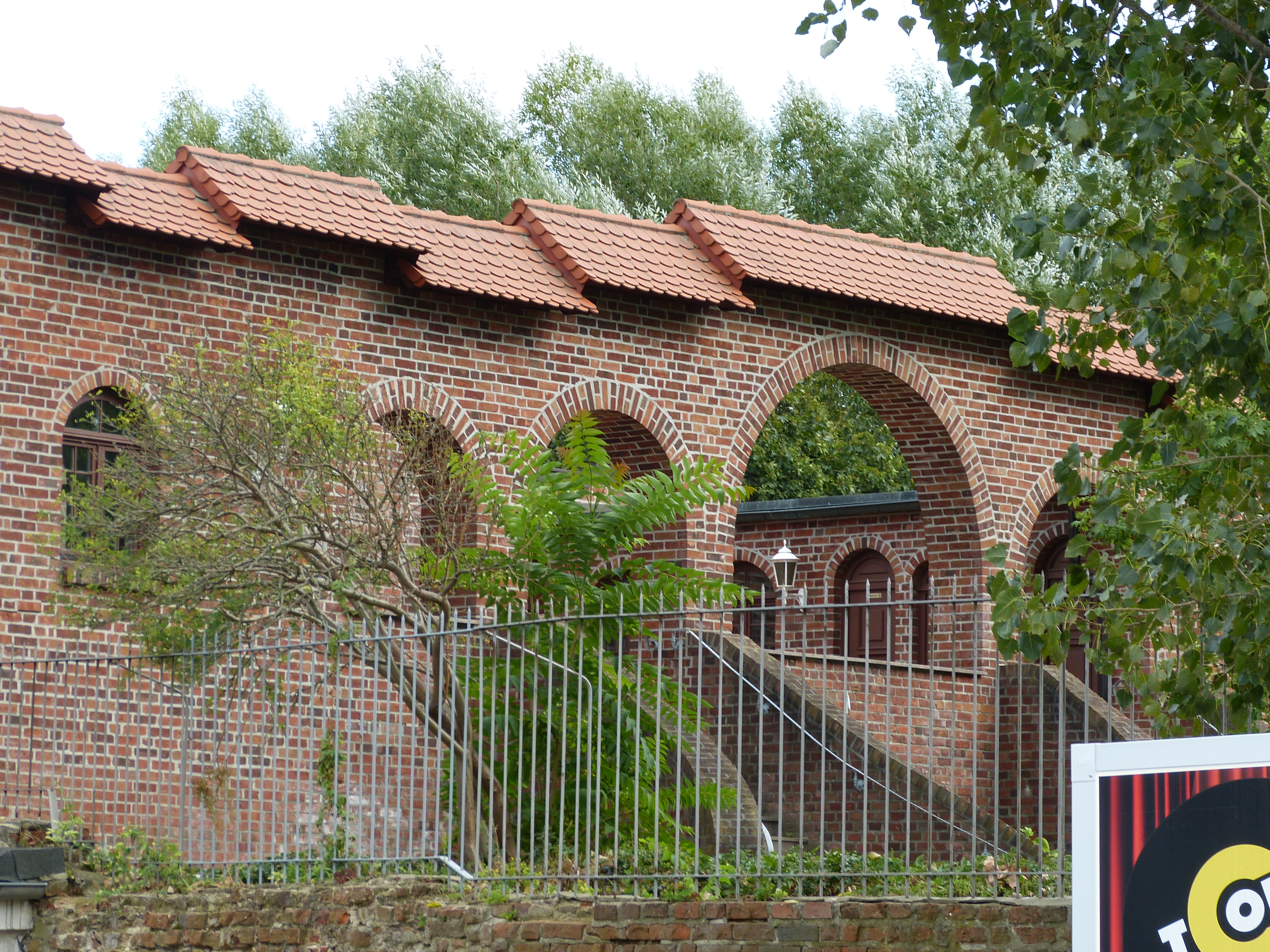
Mauerreste des Schlosses

Das Schloss Gräfenhainichen ist ein denkmalgeschütztes Bauwerk in der Stadt Gräfenhainichen im Landkreis Wittenberg in Sachsen-Anhalt. Im örtlichen Denkmalverzeichnis ist das Schloss unter der Erfassungsnummer 094 40240 als Baudenkmal verzeichnet.

## Geschichte
Das Schloss wurde im 12. oder 13. Jahrhundert auf den Ruinen einer älteren Burganlage durch den Fürsten von Anhalt erbaut und wurde 1325 urkundlich erwähnt. Im 14. Jahrhundert befand sich das Schloss im Besitz der Familie von Schlichting und später im Besitz des Markgrafen von Meißen, der es häufig verpachtete. 1558 kaufte Heinrich von Geiselthal das Schloss für 1500 Taler und baute es aus. Im 17. Jahrhundert befand es sich dann im Besitz der Herren von Mücheln. Während des Dreißigjährigen Kriegs im Jahr 1637 kam es zur Plünderung der Stadt durch schwedische Truppen, dabei wurden die Stadt Gräfenhainichen fast vollständig und das Schloss bis auf einige Mauern durch einen Brand zerstört. Danach wurde das Schloss nicht wieder aufgebaut, so dass heute nur noch die Mauerreste erhalten sind. Auf dem Gelände der Schlossruine befindet sich heute (2019) eine Freilichtbühnenanlage für Konzerte und andere Veranstaltungen.

## Allgemeines und Lage
Die Schlossruine befindet sich südlich der Schlossstraße. Im Westen und Süden ist der ebenfalls unter Denkmalschutz stehende Gräfenhainicher Mühlengraben. Zu den Ländereien des Schlosses gehörte das ehemalige Vorwerk und spätere Kammergut Strohwalde.
Die Reste, auf denen das Schloss errichtet wurde, gelten als Bodendenkmal.